# Agrotis clodiana
Agrotis clodiana là một loài bướm đêm trong họ Noctuidae.